# Paradoja de Moore
La paradoja de Moore es una paradoja que surge de la aserción aparentemente absurda contenida en una frase en primera persona y tiempo presente del tipo Está lloviendo, pero no creo que está lloviendo o Está lloviendo pero creo que no está lloviendo. La paradoja se debe al filósofo británico G. E. Moore, quien señaló que este tipo de frases son paradójicas porque aunque sean aparentemente absurdas, pueden ser ciertas, son lógicamente consistentes, y no son obviamente contradictorias. 
El término 'paradoja de Moore' se atribuye a Ludwig Wittgenstein, quien consideraba esta paradoja la principal contribución de Moore a la filosofía. 
Wittgenstein trabajó en esta paradoja de manera extensa en sus escritos tardíos, lo que hizo a esta paradoja mucho más popular de lo que hubiera sido de otro modo.
La paradoja de Moore ha sido relacionada con otras paradojas, incluyendo la paradoja del mentiroso, la paradoja del examen sorpresa, y la paradoja del prefacio.
En la actualidad, no existe una explicación generalmente aceptada para la paradoja de Moore. Aunque la paradoja sea sobre todo una curiosidad filosófica, frases del tipo abordado por Moore son empleadas en lógica, informática, e inteligencia artificial como ejemplos de situaciones en los que un conocimiento, creencia, o sistema informático es incapaz de actualizar su conocimiento, creencia o información ante nueva información.

## El problema
Desde el trabajo de Jaakko Hintikka en la paradoja, es común presentar la paradoja de Moore explicando por qué es absurdo aseverar frases que tienen la siguiente forma lógica:
1. P y NO (creo que P)
2. P y creo que NO P

Estas dos frases suelen llamarse las versiones omisivas y comitativas de la paradoja de Moore.
El propio Moore presentó el problema de dos formas.
La primera y más importante forma de presentar el problema empieza con las siguientes premisas:
1. Puede ser verdad que en un momento determinado sea P, y que no crea en P.
2. Puedo aseverar o creer una de las dos cosas en un momento determinado.
3. Es absurdo aseverar o creer las dos cosas al mismo tiempo.

Puedo aseverar que está lloviendo en un instante determinado. Puedo aseverar que no creo que está lloviendo en un instante determinado. Si digo las dos cosas al mismo tiempo, estoy diciendo o haciendo algo absurdo. Pero el contenido de lo que digo, esto es, la proposición que expresa la frase, es totalmente consistente: es perfectamente posible que esté lloviendo, y que yo no lo crea. ¿Por qué no es posible aseverarlo? 
Moore presentó el problema de una segunda forma diferenciada:
1. No es absurdo aseverar el equivalente en tiempo pasado, por ejemplo, Estaba lloviendo, pero no creía que estaba lloviendo.
2. No es absurdo aseverar los equivalentes en segunda o tercera persona de las frases de Moore, esto es, Está lloviendo, pero tú no crees que está lloviendo o Está lloviendo, pero ella no cree que está lloviendo.
3. Es absurdo aseverar la frase en tiempo presente Está lloviendo y no creo que está lloviendo.

Puedo aseverar que yo estaba en cierto modo, por ejemplo, creyendo que estaba lloviendo cuando en realidad no estaba lloviendo, o que tú, ella, o ellos estaban de esa forma, pero no que yo soy de esa forma. 
Filósofos posteriores también han señalado la aparentemente absurdidad en la que se cae al aseverar en primera persona del tiempo futuro frases del tipo Estará lloviendo, y creeré que no está lloviendo. Sin embargo, cuando no se especifica el momento exacto en el que la creencia futura está equivocada, la proposición tiende a ser cierta en algún momento en el futuro ---
su negación implicaría que Cada vez que cree que no está lloviendo, no estará lloviendo. lo cual es improbable dado que las creencias humanas suelen estar equivocadas. 
Muchos filósofos también creen que la paradoja de Moore surge no sólo al nivel de las aserciones, sino también al nivel de las creencias. 

## Algunas soluciones
La paradoja de Moore no tiene una solución universalmente aceptada. No obstante, desde los trabajos de Moore y de Wittgenstein, la paradoja ha recibido renovado interés empezando con el trabajo de Jaakko Hintikka, seguido del de Roy Sorensen, David Rosenthal, Sydney Shoemaker y la publicación en 2007 de una colección de ensayos dedicados al problema.
El problema que rodea a la paradoja de Moore se centra en la necesidad de ofrecer una explicación de la misma que cumpla al menos las siguientes condiciones:
- Debería poder explicar la absurdidad de tanto la versión omisiva como la versión comitativa de la paradoja.
- Debería poder explicar la absurdidad de tanto aseverar como creer las frases de Moore.
- Debería conservar y revelar las raíces de la intuición que la base de la absurdidad es una contradicción (o algo similar a una contradicción).

Las primeras dos condiciones han resultado ser las dos más controvertidas, mientras que la tercera parece ser la que más consenso ha generado. Algunos filósofos como David Rosenthal han llegado a afirmar que no hay en principio ningún problema en creer el contenido de las frases de Moore. Otros, como Sydney Shoemaker, sostienen que la explicación del problema en tanto que creencia se obtendrá automáticamente una vez se pueda explicar la absurdidad en tanto que aserción, a través del principio de que aquellos que puede ser razonablemente aseverado puede ser razonablemente creído. Algunos filósofos (por ejemplo, Rosenthal) también han negado que una explicación satisfactoria del problema tenga que ser holística, esto es, que sirva tanto para explicar las versiones omisiva como comitativa del mismo. No obstante, la mayor parte de las explicaciones de la paradoja de Moore que han sido propuestas comparten la idea de que la clave fundamental de la absurdidad es una contradicción.
Un tipo de explicación al nivel de aserciones explota la idea de que una aserción implica o expresa una creencia de tal modo que si alguien asevera que p, entonces están presuponiendo o expresando la creencia que p. Varias versiones de este punto de vista explotan elementos de la teoría de los actos de habla; los actos del habla pueden ser distinguidos y clasificados según la forma en que se relacionen las aserciones con las creencias. Sea cual fuere la versión de la teoría de los actos del habla que se prefiera, que incluye la teoría de Paul Grice en términos de intenciones, y la teoría de John Searle en términdos de los actos ilocutorios del habla (véase Actos de habla), este punto de vista no parece ser aplicable de forma obvia a la versión comitativa de la paradoja de Moore. Por tomar como ejemplo una de las versiones de esta explicación, si alguien asevera p y une esto con la aserción (o negación) que no cree que p, entonces en esa acción se ha contradicho a sí mismo, porque de facto según la teoría de los actos del habla lo que el hablante ha dicho es: Creo que p y no creo que p. La absurdidad se revela de esto modo de forma mucho más directa. Dependiendo de nuestra propia opinión en lo relativo a la naturaleza de una contradicción, uno puede por tanto interpretar la versión omisiva de las frases de Moore como una aserción de todo o nada. 
Un punto de vista alternativo es que la aserción "Creo que p" comúnmente (pero no siempre) funciona como una forma alternativa de aseverar "p", con lo que el contenido semántico de la aserción "Creo que p" es simplemente p: funciona como una aserción sobre el mundo, y no como una aserción sobre el estado mental del hablante. Según esto, lo que uno asevera al aseverar "p y creo que no-p" es simplemente "p y no-p". LA versión comitativa de las frases de Moore se asimila de este modo a aseverar una contradicción.
Al nivel básico de creencia, existen dos tipos de explicaciones. El primero, mucho más popular, acepta que la absurdidad de la paradoja de Moore es una contradicción. La contradicción se hace patente de forma variada, usando a veces técnicas de la Lógica doxástica (como hace por ejemplo Hintikka), o las leyes de mantenimiento y formación de los sistemas de creencias racionales (como hace Sorensen). Otros apelan a nuestra propia capacidad de tener Conocimiento de sí mismo y al principio de autoridad en primera persona del que gozamos en lo referido a nuestros propios estados mentales. Este punto de vista, defendido por Shoemaker, viene a decir que basta creer que p y reconocer que p para disolver la paradoja.
Un punto de vista alternativo, debido a Richard Moran, sositiene que la existencia de la paradoja de Moore sugiere que los seres humanos son capaces de conocimiento de sí mismo, esto es, capaces de pensar por sí mismos en el sentido de poder deliberar, y al mismo tiempo capaces de pensar sobre sí mismos desde un punto de vista teórico. Según Moran, cualquiera que asevere o cree una de las frases de Moore estará sujeto a una pérdida del conocimiento de sí mismo. En concreto, tal sujeto sería alguien que, con respecto a un objeto particular (por ejemplo una persona, una manzana, etc) se pondría en una situación que viola lo que Moran llama la condición de transparencia: si quiero conocer lo que pienso sobre X, entonces considero o pienso sobre ninguna cosa más que la propia X. La explicación de Moran viene por tanto a decir que lo que convierte a la paradoja de Moore en tan distintiva y característica no es en realidad un fenómeno de tipo contradictorio, sea al nivel de aserciones o de creencias. Por el contrario, la propia posibilidad de que se de la paradoja de Moore es una consecuencia de nuestro propio estatus como agentes que son capaces de conocer (y de cambiar) sus propias mentes.